# Лайц
Лайц (нем. Laitz), также Ла́юская мыза, мыза Ла́йтсе (эст. Laitse mõis) — рыцарская мыза (имение) в волости Сауэ уезда Харьюмаа, Эстония. Находится на территории деревни Лайтсе, впервые упомянутой в хронике Генриха Латвийского в 1219 году как Ladise. Согласно историческому административному делению мыза относилась к приходу Нисси. В годы Российской империи находилась на территории Эстляндской губернии. 

## История мызы
В 1622 году рижскому бургомистру Йохану Ульриху (Johan Ulrich) была пожалована мыза Руиль. В 1637 году в качестве самостоятельной хозяйственной единицы от неё была отделена мыза Лайц. До 1814 года мыза принадлежала семейству Ульрихов, затем перешла во владение семейства Мореншильдов. Мореншильдам мыза принадлежала до весны 1860 года, затем она переходила из рук в руки: ею владела Таллинская касса пасторских вдов и сирот, затем крупный промышленник Александер Эггерс (Alexander Eggers) и Пауль Генрих фон Ден (Paul Heinrich von Dehn), а в апреле 1883 года богатая владелица мызы Нейенгоф Натали фон Икскюль (Natalie von Uexküll) выкупила её для своего сына Вольдемара.
На военно-топографических картах Российской империи (1846—1863 годы), в состав которой входила Эстляндская губерния, мыза обозначена как Лайцъ.
При Вольдемаре фон Икскюле (Woldemar Reinhold Karl Alexander von Üxküll, 1860—1945) было начато строительство двухэтажного главного здания (господского дома) мызы в стиле неоготики. Выразительное здание было готово в 1892 году. Вольдемар фон Икскюль занимался развитием сельского хозяйства на мызе, а также занимал должность судьи волости Нисси. В собственности Икскюля мыза находилась лишь до 1909 года, т. к. своему единственному сыну, который был исключён из рядов местного рыцарства, передать мызу по наследству он не мог, а его дочь уехала жить за границу; в результате мыза попала в руки семейства фон Бременов.
С начала 20-го столетия мызу арендовал живший в Москве князь Шаховской. На мызе содержалось стадо голландских коров, изготавливался сыр на продажу, работали лесопильня и кирпичная фабрика, которая в год производила 300 000 кирпичей.
В ходе земельной реформы 1919 года мыза была национализирована. После этого в главном здании мызы размещались: сначала — воспитательная колония для несовершеннолетних, затем — контора радиостанции и квартиры. Здание радиостанции (филиал Передающего центра Эстонского радио и телевидения) было построено за господским домом, частично — на территории мызного парка. Радиостанция работала в 1949—1998 годах и имела два мощных передатчика в диапазоне средних волн (в т. ч. Первая программа Эстонского радио) и несколько коротковолновых передатчиков.
В 1994—1995 годах господский дом мызы стоял практически пустой и неотапливаемый, из-за чего стал понемногу разрушаться. В 1996 году замок Лайц (Лайтсе) стал частной собственностью. Вспомогательные (хозяйственные) мызные постройки не сохранились.
В настоящее время в замке работает ресторан «Лайтсе лоссь» («Laitse loss», с эст. — «Замок Лайтсе») и есть гостевые комнаты. В замке проводятся различные культурные мероприятия, корпоративные вечеринки, игры для компании взрослых, празднуются свадьбы.
Замок неоднократно выставлялся на продажу. В 2012 и 2014 году он продавался за 2,5 млн евро, в 2019 году — за 1,9 млн евро, в 2021 году снова был выставлен на продажу. В 2022 году в здании кроме коммерческой площади было 5 отдельных квартир, и одна из них —двухкомнатная квартира на третьем этаже площадью 89,5 м², в марте того года продавалась за 159 тысяч евро (затем цена была снижена до 145 тысяч евро).

## Главное здание и парк

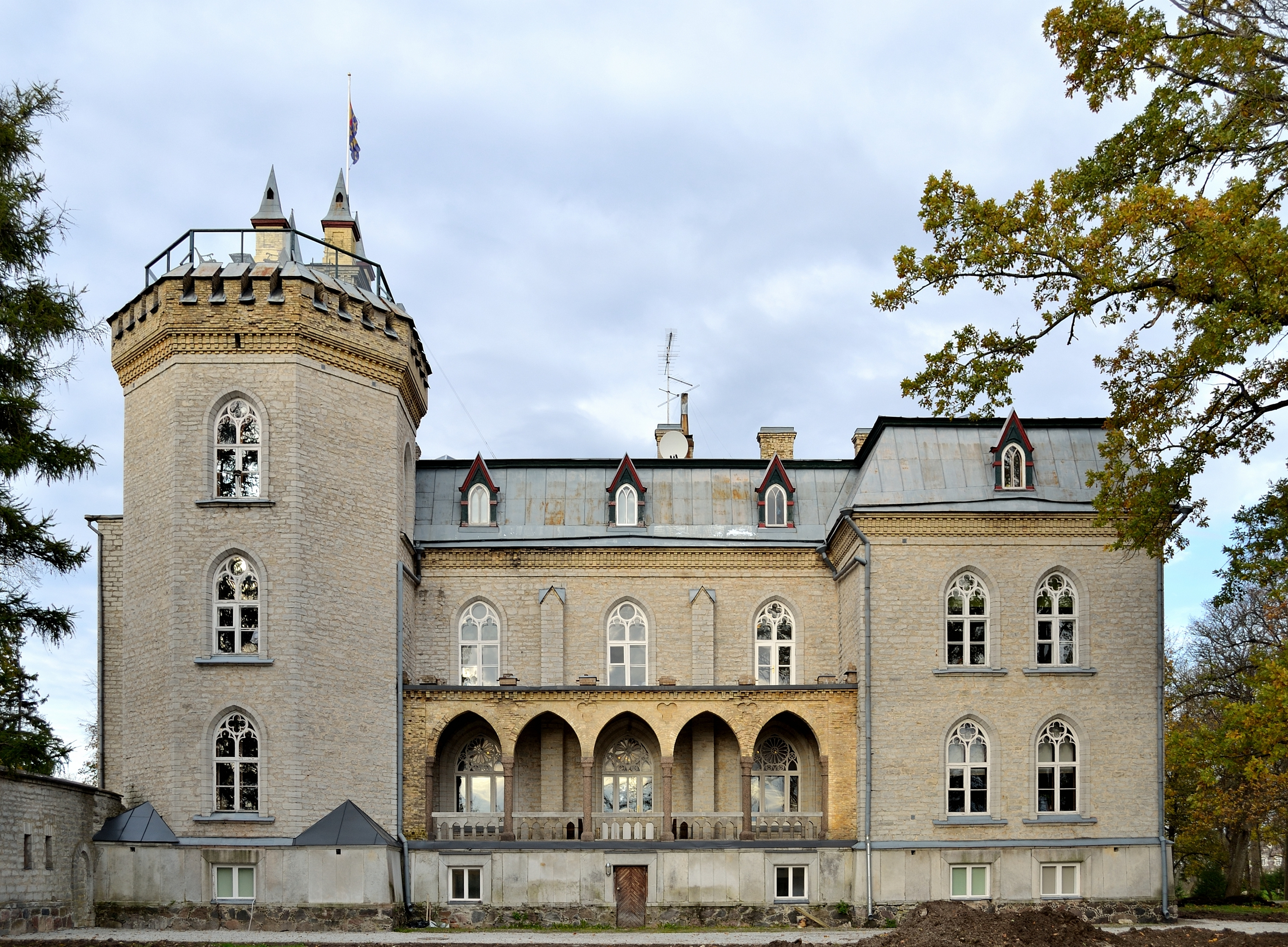
Задний фасад замка Лайтсе (главного здания мызы Лайц)

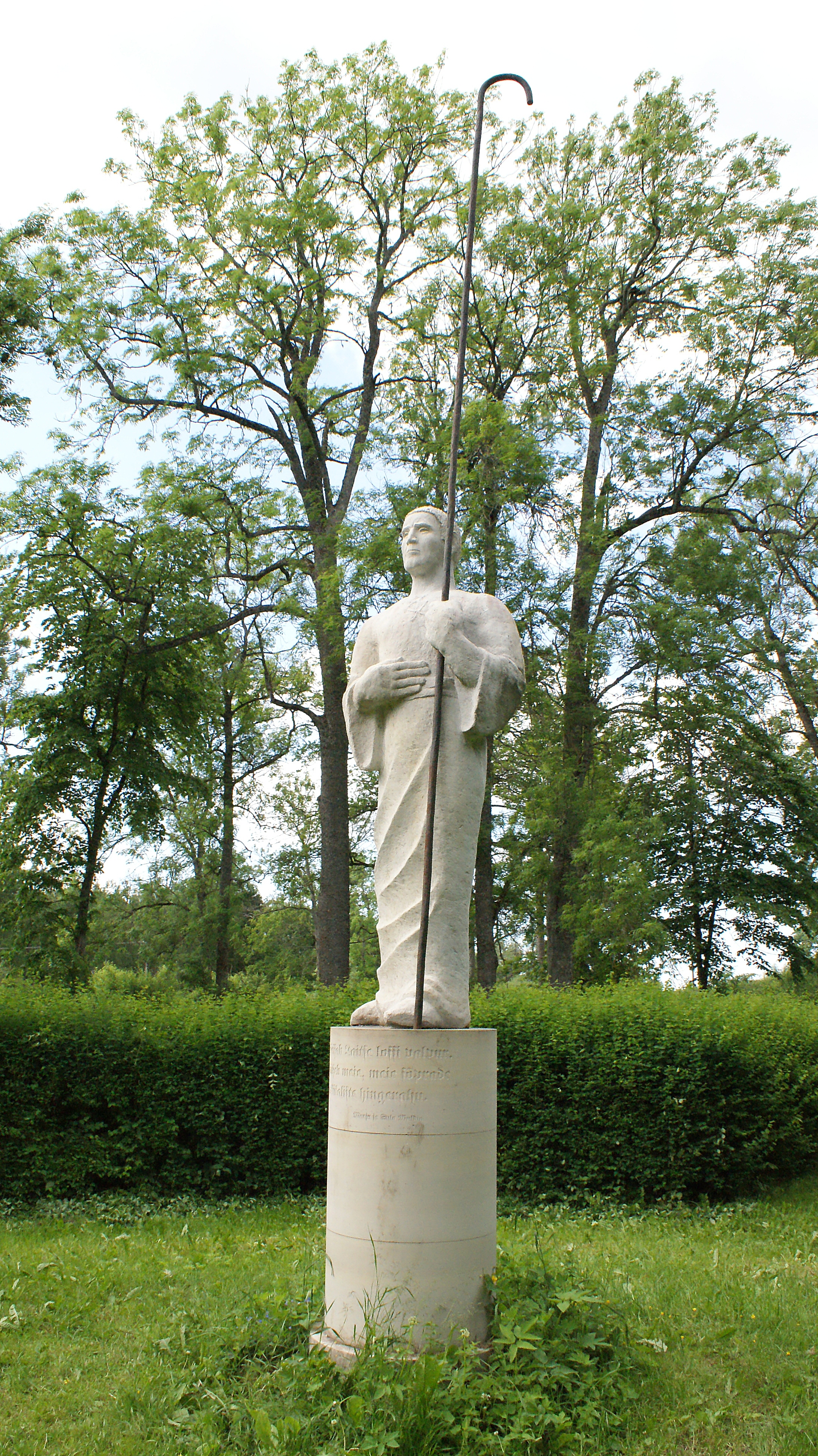
«Страж замка Лайтсе»

Построенное из вазалеммаского плитняка неоштукатуренное главное мызное здание имеет множество элементов, заимствованных из стиля Тюдоров, и производит общее впечатление средневекового замка. На заднем фасаде здания выстроена открытая аркада, с её правой стороны — две башни, одна из которых четырёхгранная, другая — восьмигранная.
Вокруг более раннего главного здания мызы был разбит парк с регулярной планировкой, после завершения строительства нового здания он был перепланирован и стал типичным образцом парка со свободной планировкой в английском стиле. Был высажен плодово-ягодный сад, который к настоящему времени погиб. От поздней планировки парка остались только некоторые фрагменты, места бывших дорожек угадываются по растущим вековым деревьям (дубы, клёны, лиственницы). Относительно хорошо сохранились пруд и осушительные канавки, но ранее бывшие открытыми виды на пруд и лужайку заросли, а лесопарк стоит без ухода. В настоящее время площадь парка составляет 5,8 гектара.
Главное здание и мызный парк внесены в Государственный регистр памятников культуры Эстонии как памятники архитектуры. При инспектировании соответственно 16 апреля 2024 года и 1 сентября 2016 года они находились в хорошем состоянии. Парк мызы также является природоохранным объектом.
В парке перед замком Лайтсе стоит скульптура «Страж замка Лайтсе», созданная Тауно Кангро, на которой начертано пояснение «Здесь стоит страж замка Лайтсе, который охраняет душевный покой нас, наших друзей и гостей». Скульптура была заказана в 2005 году владельцами мызы.

## Галерея

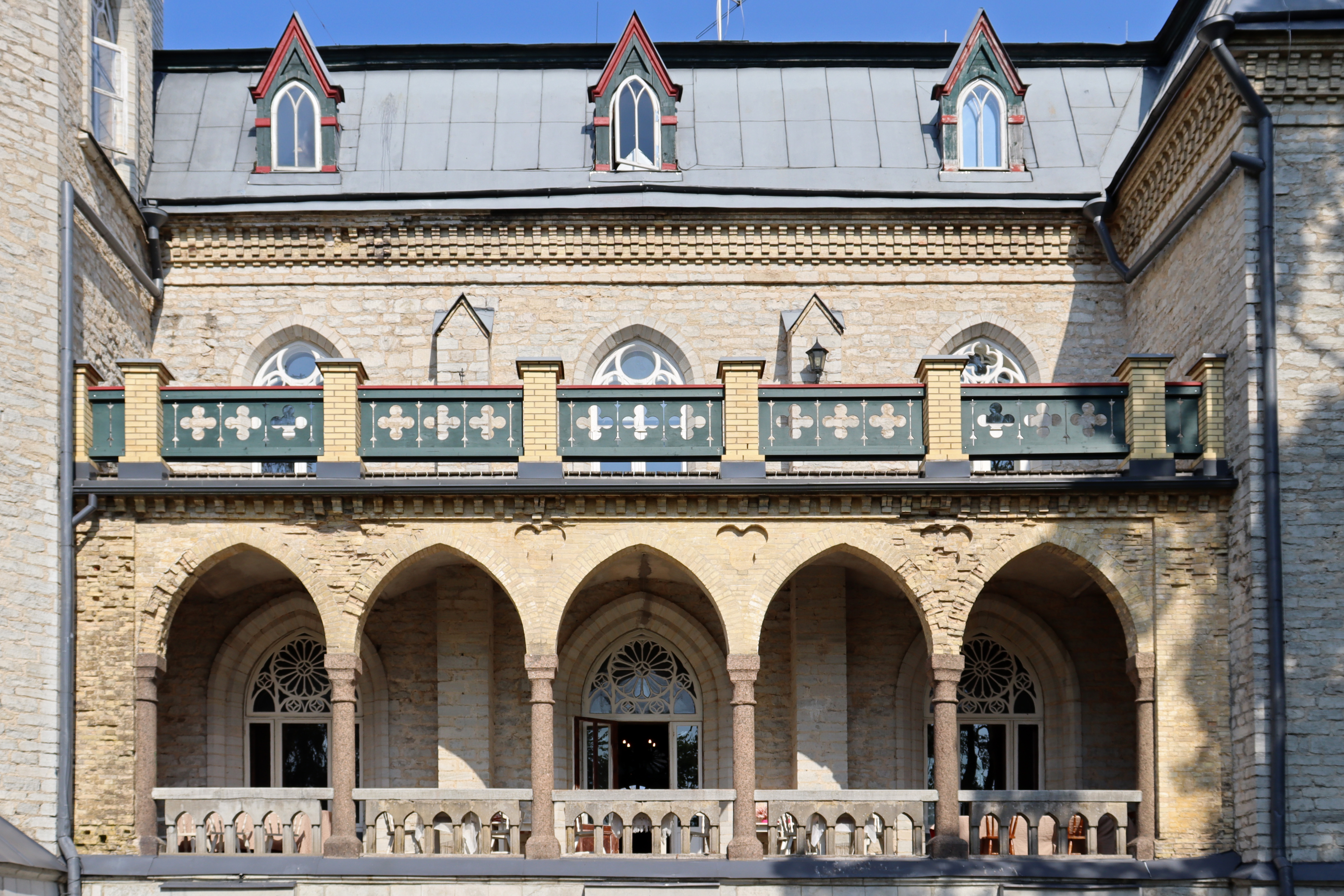
Балконы главного здания
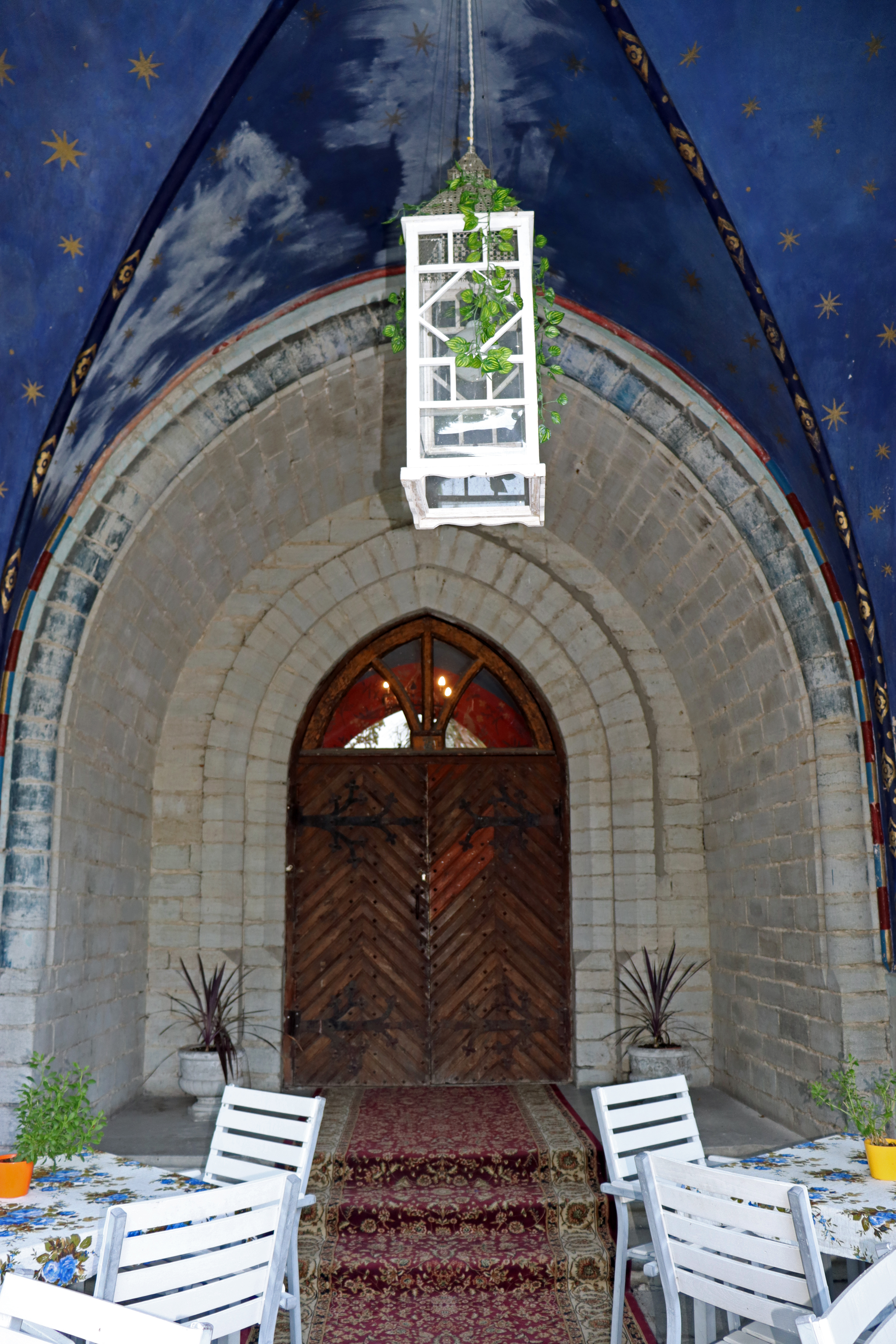
Входная дверь замка Лайтсе
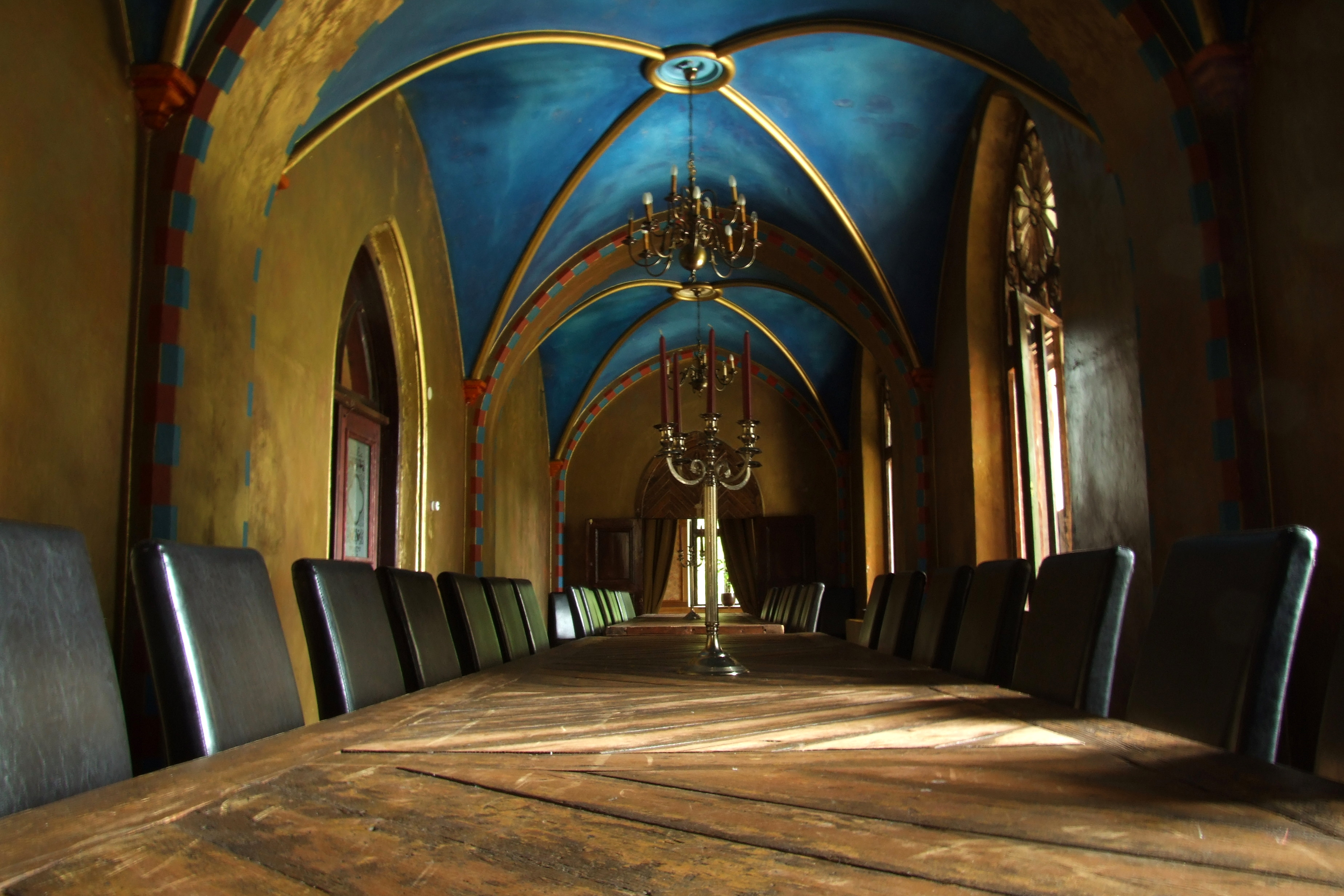
Большой зал замка в 2010 году
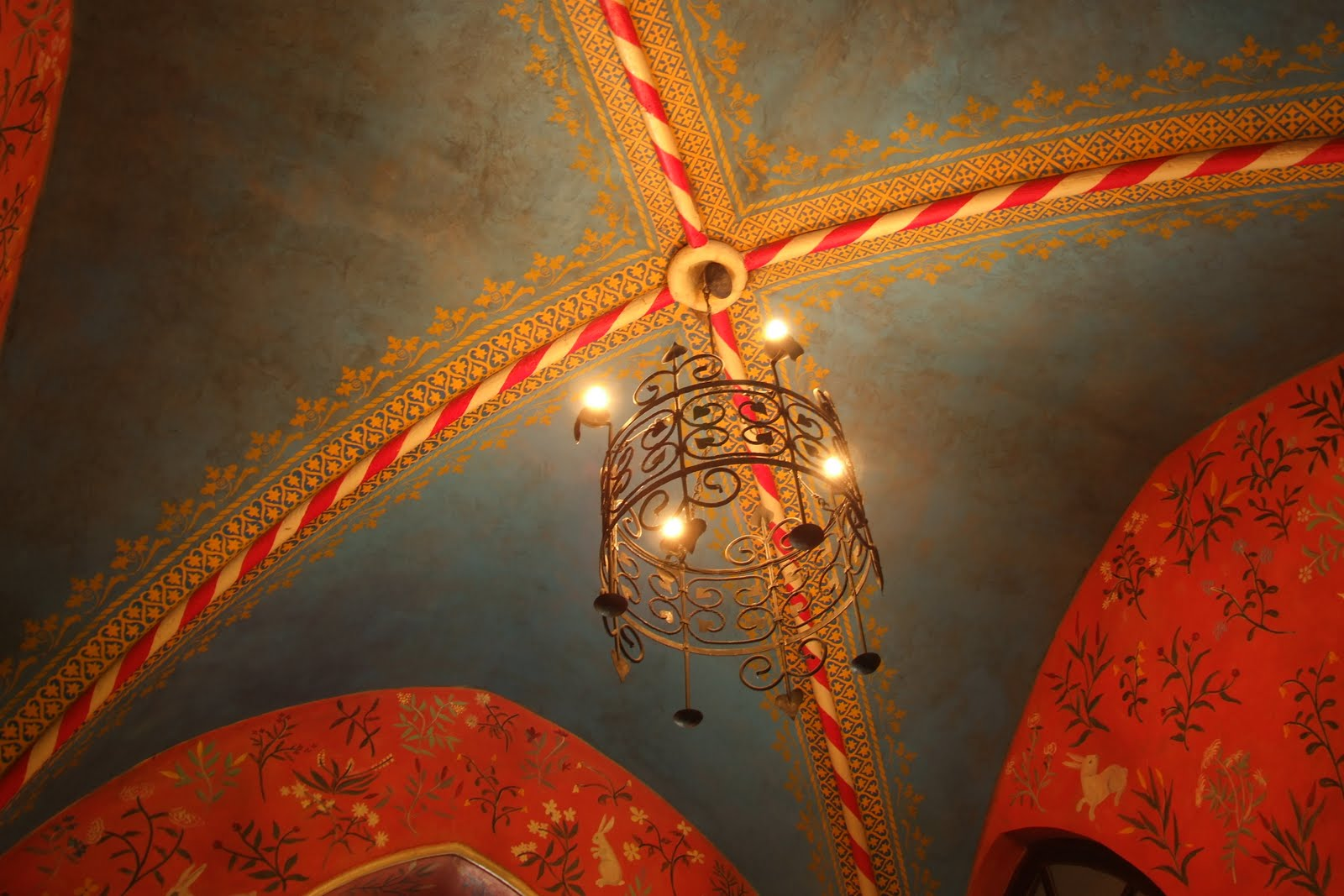
В замке Лайтсе
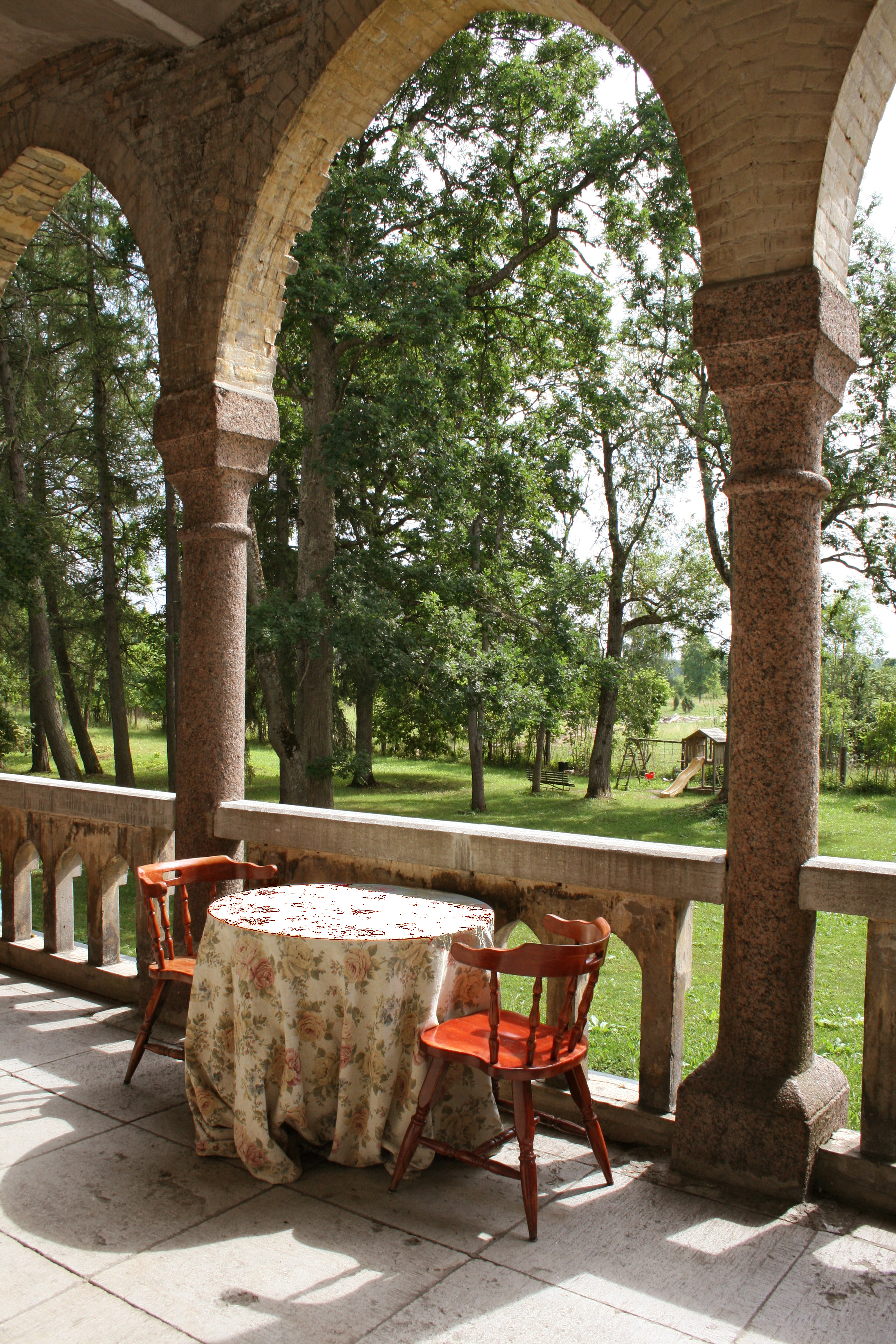
На мызе в 2010 году